# Mariano Montealegre Fernández
Mariano Montealegre Fernández fue un empresario costarricense, nacido en San José, Costa Rica, en 1816. Fue hijo de Mariano Montealegre Bustamante y Gerónima Fernández Chacón. Contrajo matrimonio con Guadalupe Gallegos Sáenz, hija del jefe de Estado José Rafael de Gallegos y Alvarado.
Cursó estudios secundarios en Lauderdale House, en Londres, y cursos afines a la ingeniería en Aberdeen, Escocia. Bajo la protección de su mentor Robert Louis Stephenson, participó en la construcción de los primeros varios ferrocarriles británicos. Posteriormente desempeñó labores como ingeniero de minas en Hungría.
De regreso en Costa Rica participó activamente en la vida empresarial. Fue dueño de valiosas haciendas cafetaleras, miembro de la Sociedad Económica Itineraria y socio del poderoso Banco Anglo-Costarricense. Fue uno de los fundadores de la exitosa casa comercial Montealegre & Salazar, dedicada a la exportación de café y a la importación y venta de mercaderías británicas, y participó en otras actividades, tales como la explotación de minas de oro. Con sus conocimientos de ingeniería también colaboró en la construcción de varios edificios públicos y residencias privadas.
Durante la primera fase de la guerra contra los filibusteros de William Walker fue edecán del Presidente Juan Rafael Mora Porras, junto con su hermano Francisco Montealegre Fernández, y participó en el estado mayor presidencial. Aunque habitualmente se mantuvo apartado de la política, en 1856 también participó en el consejo asesor del Presidente Mora.
Se encontraba ausente del país en 1859, cuando se produjo el golpe militar que derrocó a Mora y llevó al poder a su hermano José María Montealegre Fernández, y se abstuvo de participar en el gobierno de éste. 
En 1872 se trasladó a San Francisco, California, y posteriormente a Londres, donde fijó su residencia definitiva y murió en 1900.
- Datos: Q6762370